# Ле Бьян, Самюэль
Самюэль Ле Бьян (фр. Samuel Le Bihan; род. 2 ноября 1965, Авранш) — французский актёр.

## Биография

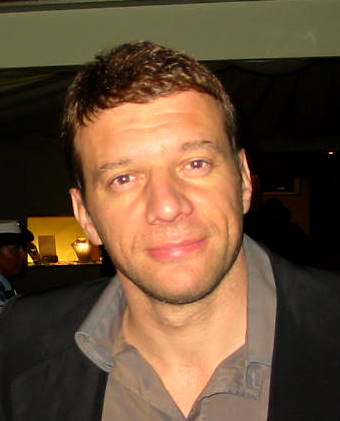
2005 год

Самюэль родился в городке Авранш в 1965 году. Его семья не была богатой, поэтому стараясь обеспечивать себя самостоятельно, перебралась в пригород Парижа. Чуть позже Ле Бьян с друзьями поступил в Драматическую академию. Занявшись боксом, решил бросить учёбу. Ле Бьян не был удовлетворён тем, чего он добился, и решил поехать в Нью-Йорк. Там он поступил в актёрскую школу, окончив которую вернулся во Францию, где и получил своё первое кинографическое образование в академии.
Самюэль Ле Бьян окончил Высшую национальную консерваторию драматического искусства. Играл в период с 1995 по 1997 год в популярном французском театре «Комеди Франсез».
Первая работа актёра в кино — картина «Грязный как ангел». Ле Бьян номинировался в 1996 году на премию «Сезар» за лучший дебют в картине Бертрана Тавернье «Капитан Конан». Через два года он получил приз Жана Габена за исполнение роли в фильме «Салон красоты „Венера“».
Актёр обладает необычной внешностью и в разных фильмах может выглядеть абсолютно неузнаваемым. Он может сыграть роль приятного в меру упитанного блондина, или брутального латиноса со множеством шрамов.
Самюэль Ле Бьян был женат на Даниеле Бэй (англ. Daniela Beye). Согласно France Soir, у супругов есть одна дочь Анжи (род. декабрь 2011) . Лё Бьян и Бэй развелись 15 декабря 2015 года. Также у Ле Бьяна есть сын Жюль (род. 1995) от предыдущего брака с актрисой Патрисией Франшино.

## Достижения
- За роль Стенли Ковальского в постановке «Трамвая „Желание“» был лауреатом театральной премии им. Мольера[1];
- Был номинирован на премию «Сезар» за лучший дебют в картине «Капитан Конан» (1996)[1];
- Обладатель премии Жана Габена за роль в фильме «Салон красоты «Венера»» (1998)[1].

## Фильмография
- 1991 — Грязный как ангел (фр. Sale comme un ange)
- 1994 — Три цвета: Красный (фр. Trois Couleurs: Rouge) — фотограф
- 1994 — Французская женщина (фр. Une femme française) — Анри
- 1996 — Капитан Конан (фр. Capitaine Conan) — лейтенант Норбер
- 1997 — Кузен (фр. Le Cousin) — Франсис
- 1999 — Салон красоты «Венера» (фр.  Vénus beauté (institut))  — Антуан
- 2001 — Братство волка / Le Pacte des Loups  — Шевалье Грегуар де Фронсак
- 2002 — Играй как «Зизу» / 3 zéros
- 2002 — Частное расследование / Une affaire privée
- 2002 — Бригада по-французски / La Mentale — Дрис
- 2002 — Любит — не любит / À la folie… pas du tout — Лоик Ле Гаррек
- 2003 — Ключи от машины / Les Clefs de bagnole
- 2003 — Ярость / Fureur — Рафаэль Рамирез
- 2004 — Мост короля Людовика Святого /The Bridge of San Luis Rey — муж  Доньи Клары
- 2004 — Кругом одни убийцы / Pour le plaisir
- 2007 — Граница / Frontière(s) — Гётц
- 2008 — Диско / Disco — Вальтер
- 2008 — Враг государства № 1: Легенда / L’ennemi public n°1 — Мишель Ардуин
- 2013 — Королевский генерал
- 2016 — Девушка с рыжими волосами / La Femme aux cheveux rouges
- 2023 — Спуск в бездну (фр. Gueules noires) —  Ролан